# 175563 Amyrose
175563 Amyrose è un asteroide della fascia principale. Scoperto nel 2006, presenta un'orbita caratterizzata da un semiasse maggiore pari a 2,6920954 UA e da un'eccentricità di 0,1572098, inclinata di 15,57249° rispetto all'eclittica.
L'asteroide è dedicato all'astronoma statunitense Amy E. Rose.